# いわき南警察署
いわき南警察署（いわきみなみけいさつしょ）は、福島県警察が管轄する警察署の一つである。

## 管轄区域
いわき市南部（いわき中央警察署及びいわき東警察署の管轄区域を除く。)
植田町、後田町、仁井田町、高倉町、江畑町、添野町、石塚町、東田町、東田町一丁目、東田町二丁目、佐糠町、佐糠町東一丁目、佐糠町東二丁目、岩間町、金山町、小浜町、錦町、中岡町、勿来町、川部町、沼部町、瀬戸町、三沢町、山玉町、山田町、南台一丁目、南台二丁目、南台三丁目、南台四丁目、富津町、遠野町深山田、遠野町上遠野、遠野町根岸、遠野町滝、遠野町入遠野、遠野町上根本、遠野町大平、田人町南大平、田人町旅人、田人町黒田、田人町荷路夫、田人町貝泊及び田人町石住に限る。

## 所在地
福島県いわき市植田町南町一丁目6-6

## 沿革
- 1876年（明治9年）12月：福島県警察平出張所植田屯所として発足
- 1884年（明治17年）7月：平警察署植田分署に改称
- 1889年（明治22年）4月：菊田磐前磐城警察署鮫川分署に改称
- 1896年（明治29年）4月：石城警察署鮫川分署に改称
- 1902年（明治35年）7月：平警察署植田分署に戻る
- 1924年（大正13年）6月：植田警察署に改称
- 1948年（昭和23年）3月7日：警察法施行により植田地区警察署になる
- 1954年（昭和29年）7月：警察法改正により植田警察署になる
- 1955年（昭和30年）4月：勿来市の新設により勿来警察署に改称
- 1970年（昭和45年）4月1日：いわき南警察署に改称
- 1988年（昭和63年）10月4日：現在地に新築移転

## 組織
- 警務課
- 刑事課
- 庶務課
- 交通課
- 生活安全課
- 警備課
- 地域課

## 交番
- 勿来交番  - いわき市勿来街窪田西殿町24
- 錦交番 - いわき市錦町上中田138

## 駐在所
- 川部駐在所  - いわき市川部町赤坂116-2
- 田人駐在所 - いわき市田人町黒田寺ノ下73-5
- 遠野駐在所 - いわき市遠野町上遠野本町33-1
- 山田駐在所 - いわき市山田町屋敷14-1